# RSE T1 ... T5
Die Verbrennungstriebwagen T 1 (ursprünglich T 50), T 2, T 4 und T 5 der Rhein-Sieg Eisenbahn AG, abgekürzt RSE, waren schmalspurige dieselmechanische Triebwagen mit der Achsfolge (1A)(A1). Sie wurden 1934 bis 1941 von der Waggonfabrik Wismar hergestellt.
Drei Fahrzeuge, die T 2, T 4 und T 5, wurden nach 1958 durch Umspurung auf der Jagsttalbahn unter der Bezeichnung VT 300–302 weiterbetrieben. Der VT 300 ist betriebsfähig bei der Jagsttalbahn erhalten geblieben, der VT 301 befindet sich umgebaut in einen Beiwagen im Museum der Rhein-Sieg Eisenbahn Asbach.

## Geschichte

### Rhein-Sieg Eisenbahn

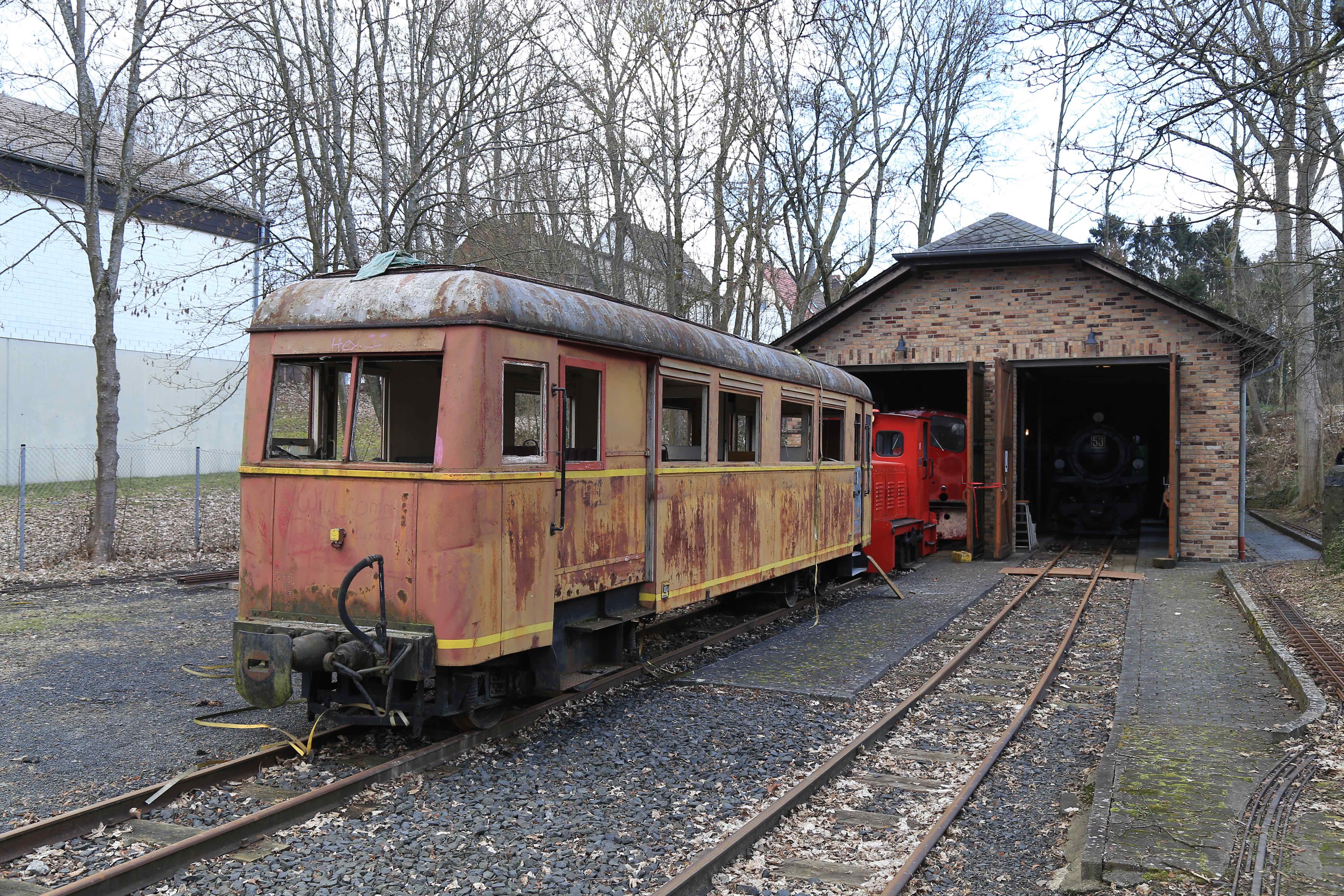
Der zum Beiwagen umgebaute RSE T 2, der VT 301 im RSE-Museum Asbach

1934 erhielt die RSE den ersten Triebwagen mit der Nummer T 1. Dieser Wagen war vier Jahre lang der einzige Triebwagen mit der Spurweite von 785 mm. Er hatte ein anderes Aussehen als die folgenden Fahrzeuge. Der einzige Motor war, wie bei den Wismarer Schienenbussen vom Typ Hannover, in einem Vorbau außerhalb des Wagenkastens untergebracht, jedoch nur einseitig und der T 1 war im Unterschied zu den Schienenbussen vierachsig.
1938 folgten der T 2 und T 4 mit jeweils einem unterflur gelagerten Motor.
Gleichzeitig wurden zwei in den Abmaßen etwas größere Beiwagen beschafft, mit diesen Garnituren konnte der Güter- vom Personenverkehr getrennt und wesentlich effektiver durchgeführt werden.
1939 hatte der T 1 einen Unfall, als er mit einer Dampflokomotive zusammenstieß. Dadurch wurde der Wagen vollständig zerstört. Aus den Resten wurde ein Beiwagen mit der Bezeichnung TA 1 gebaut. Im selben Jahr wurde ein weiterer Triebwagen mit der Bezeichnung T 5 wie der T 2 und T 4 beschafft, eine andere Quelle nennt 1941 als Baujahr dieses Triebwagens.
1940 stürzte der T 2 nach einem Hochwasser bei Ingersauelermühle wegen des unterspülten Bahndammes in die Bröl und kippte um. Der Triebwagen konnte geborgen und wieder aufgebaut werden. Da die Unterlagen über die Fahrzeuge aus der Anfangszeit fehlen, lassen sich Laufleistungen bis 1945 nicht nachvollziehen.
Der T 5 war 1945 abgestellt, 1947 hatte er eine Hauptuntersuchung. Bereits ein Jahr später hatte der Motor einen Pleuelbruch, wobei das Motorgehäuse stark beschädigt wurde. Außerdem war eine Treibachse gebrochen. Die fällige Hauptuntersuchung zog sich bis September 1949 hin, wobei die Luft-Ansaugvorrichtung und die Kupplungs- und Getriebeschaltung geändert wurden. 1951 und 1954 wurden die Motoren getauscht.
1956 wurde bei der RSE der Triebwagenbetrieb beendet und die Fahrzeuge abgestellt. Als einzige Ausnahme gab es einen Straßenersatzverkehr im Pleistal im Jahre 1960, dafür richtete die RSE hierzu ein letztes Mal den T 4 und TA 1, der ehemalige T 1, her. Aufgrund von größeren Straßenbauarbeiten war das Pleistal nur mit der Eisenbahn erreichbar und ein Ersatzverkehr zwischen den Bahnhöfen Niederpleis und Oberpleis wurde eingerichtet. Die beiden Fahrzeuge erhielten das Omnibus-Farbkleid der RSE, grün mit beigem Fensterband.

### Jagsttalbahn

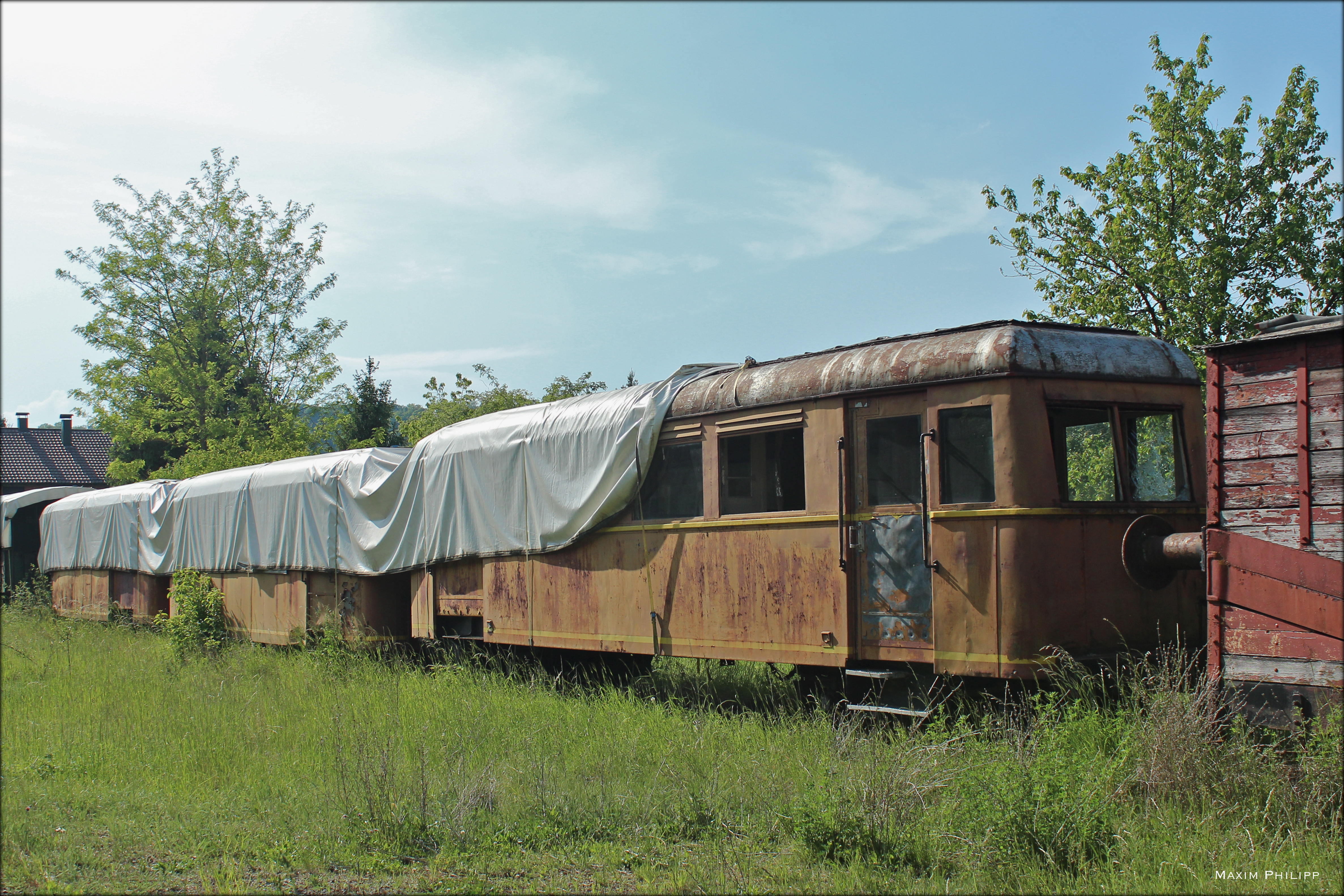
Abgestellte Einheit mit dem VT301 und den Beiwagen (ex. RSE TA4 und TA5) 2012 bei der Jagsttalbahn

Als die Deutsche Eisenbahn-Betriebsgesellschaft (DEBG) den Verkehr auf der Jagsttalbahn auf Dieselbetrieb umstellen wollte, griff sie auf die abgestellten Fahrzeuge der RSE zurück. Die Umspurung wurde in der DEBG-Werkstatt in Bodenwerder-Linse durch Aufschrumpfen von breiteren Radreifen auf die Radscheiben durchgeführt. Es wurden zuerst die T 2 und T 5 umgespurt, sie erhielten die DEBG-Bezeichnungen VT 301 bzw. VT 300 und wurden als Schlepptriebwagen ohne Sitze umgebaut. Sie sollten den leichten Güterverkehr übernehmen und die bis dahin mitgeführten Stückgutwagen überflüssig machen.
Obwohl die Fahrzeuge relativ schnell waren, konnten sie für ihr Aufgabengebiet nur bedingt eingesetzt werden, da sie dafür ein zu geringes Reibungsgewicht besaßen. So mussten bei einer entsprechenden Wagenladung beide Triebwagen eingesetzt werden.
1960 wurde mit dem ehemaligen RSE T 4 der dritte Wismarer Triebwagen der Rhein-Sieg Eisenbahn umgespurt. Diesem wurde seine Inneneinrichtung belassen, er wurde als VT 302 im Sonderverkehr eingesetzt. Zudem wurden zwei Beiwagen der Rhein-Sieg Eisenbahn von der DEBG übernommen. 1965 wurde der VT 302 bei einem Unfall mit einem Lastkraftwagen so schwer beschädigt, dass er verschrottet werden musste.
Ab 1966 wurden die verbliebenen VT 300 und VT 301 wieder mit Sitzen ausgerüstet und im Schülerverkehr verwendet. Die Sitzanordnung wurde gegenüber der ursprünglichen Ausführung geändert, auf der schmalen Seite wurden Sitze in Längsrichtung verwendet. Dadurch stieg die Sitzplatzanzahl. 1968 übernahm die Südwestdeutsche Eisenbahn-Gesellschaft (SWEG), die seit 1963 Eigentümerin der Jagsttalbahn war, den T1 der Kreisbahn Osterode-Kreiensen. Dieser Triebwagen wurde alsbald von den Triebwagenführern favorisiert, die Wismarer Triebwagen waren fortan Reservefahrzeuge. Der VT 301 wurde Ende 1970 abgestellt und nach einem Umbau als Beiwagen eingesetzt. Beide Fahrzeuge versahen bis zum Ende des Schienenverkehrs bei der Jagsttalbahn ihren Dienst. Der VT 300 ist seit 1988 im Lokschuppen in Dörzbach abgestellt, der als Beiwagen verwendete VT 301 wurde 2016 an seine alte Wirkungsstätte im RSE-Museum Asbach versetzt.

## Konstruktive Merkmale

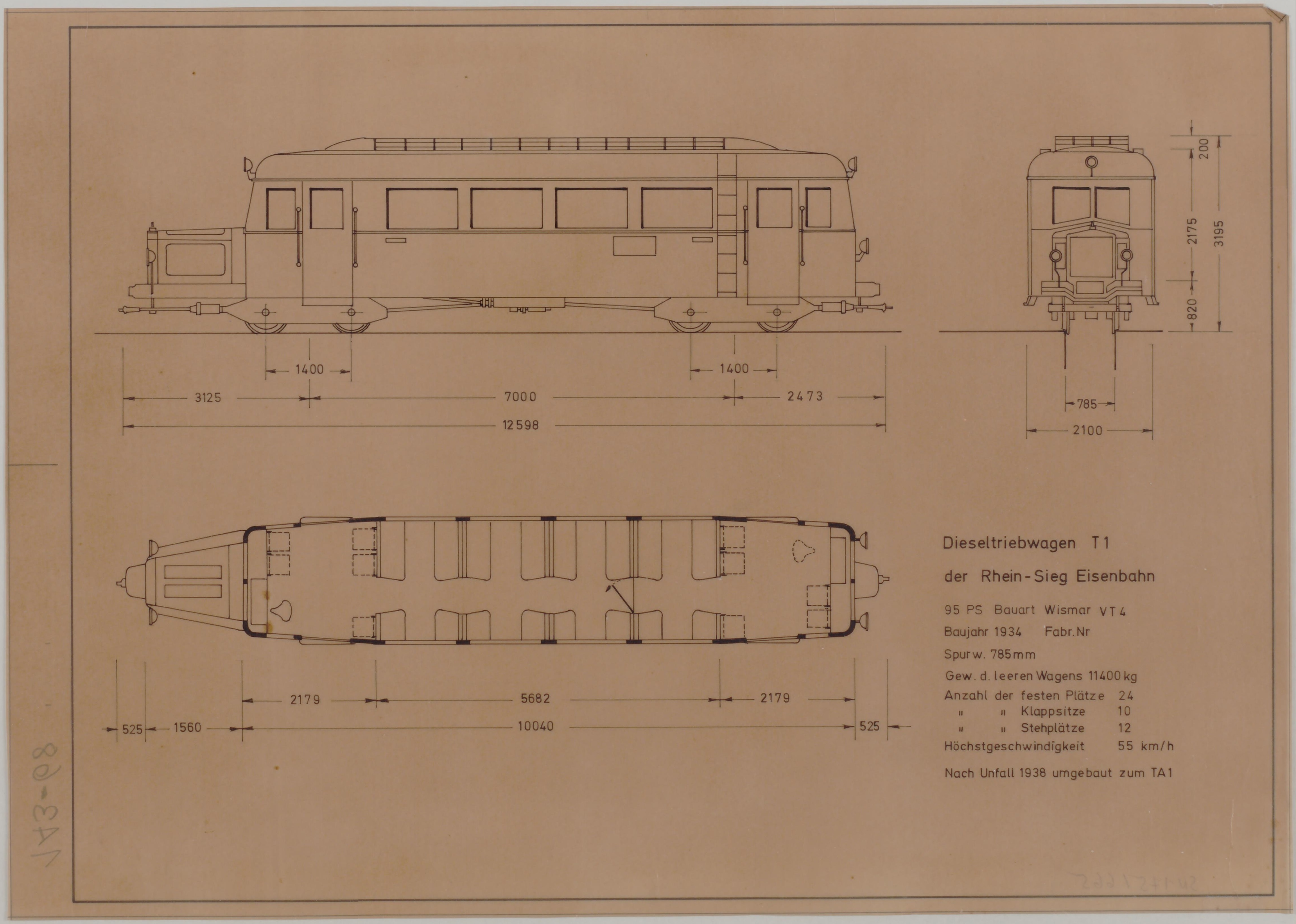
Maßskizze des T 1 in der Ursprungsausführung mit der bei allen RSE-Triebwagen anfangs verbauten Albertkupplung

Die Fahrzeuge entsprachen den Grundsätzen des Leichtbaues der damaligen Zeit. Der aus Profilen und Blechen geschweißte Wagenkasten hatte eingezogene Stirnenden. In diesem Bereich waren die als Schiebetüren ausgebildeten Einstiegstüren platziert. Der erste Triebwagen hatte eine Wagenkastenform mit einer anderen Länge über Puffer. Bei ihm wurde der Motor außerhalb des Wagenkastens in einem eigenen Tragrahmen analog der Wismarer Schienenbusse eingebaut. Das Getriebe lag unterflur in Wagenmitte. Zwischen Motor und Getriebe gab es lange Gelenkwellen. Der Wagen hatte vier Fenster mit einheitlich breiten Holmen.
Mit dem T 2 wurde die Konstruktion auf die Bauart mit einem breiteren Holm zwischen den mittleren Fenstern umgeändert und einem unterflur angeordneten Motor und Getriebe geändert, sinngemäß den Triebwagen der Waggonfabrik Wismar vom Typ Frankfurt. Im Einstiegsbereich befand sich das Gepäckabteil mit mehreren Klappsitzen. Das Untergestell war aus Längs- und Querprofilen hergestellt. Zwischen den Einstiegsbereichen lag das Fahrgastabteil mit 25 Sitzplätzen in zwei Abteilen für Raucher und Nichtraucher. Zwischen beiden Abteilen war eine Trennwand, der Einstiegsbereich war vom Fahrgastabteil nicht abgeteilt. Wegen der kurzen Strecken wurde auf eine Toilette verzichtet.
Diese Ausstattung wurde während der Zeit bei der DEBG noch zweimal geändert, als Schlepptriebwagen besaß er keine Sitze sowie im hinteren Bereich eine übergroße Schiebetür für sperrige Güter. Für den Betrieb im Schülerverkehr wurde er wieder mit Sitzen ausgestattet, teils aus dem verunfallten VT 302, teils aus Autobussen.

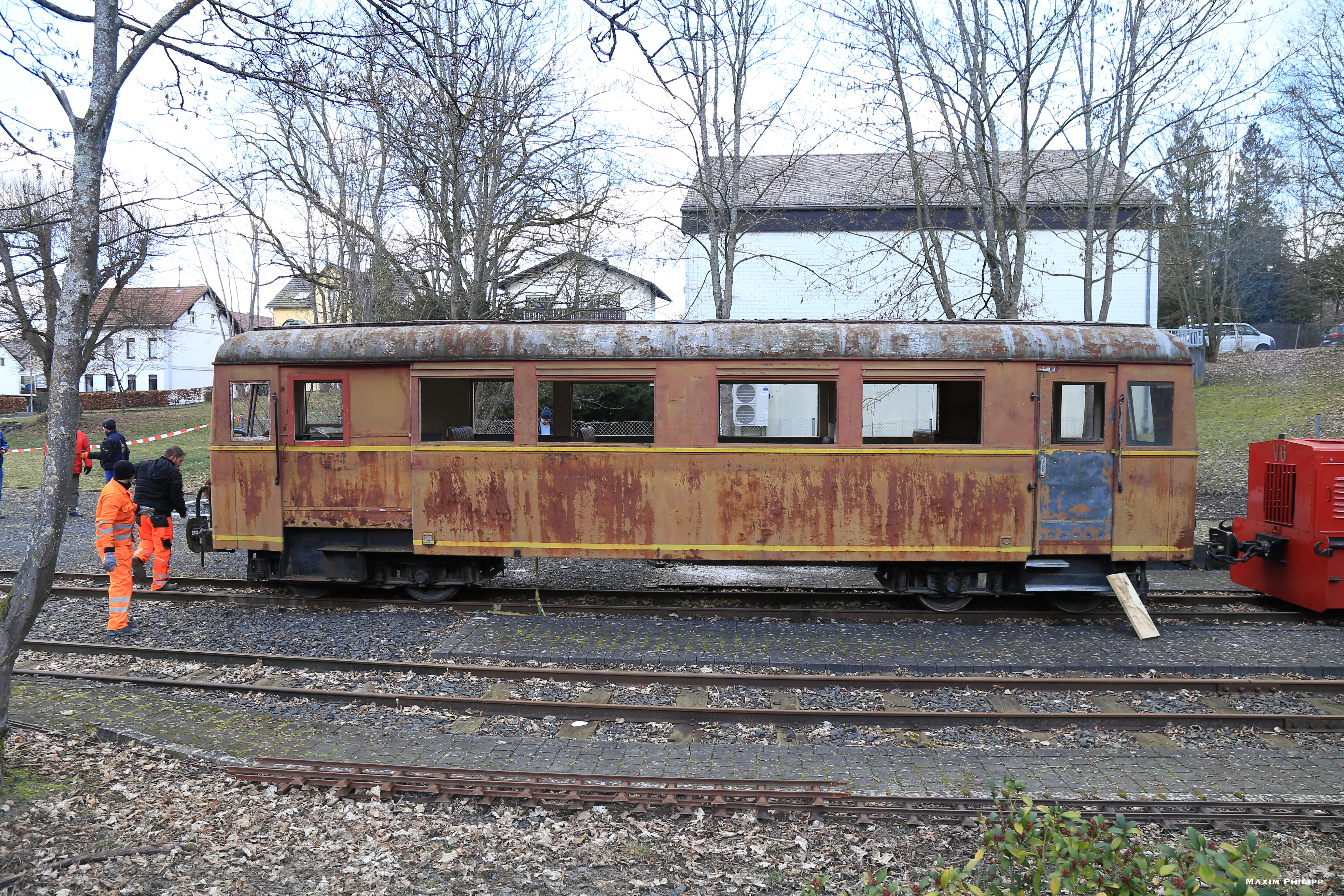
RSE T 2 im Jahre 2021

Nach dem Umbau bei der DEBG bestand die Maschinenanlage aus dem KHD A6M517 und dem Mylius-Getriebe. Sie war unterflur angeordnet und trieb über Gelenkwellen die jeweils innere Achse des Drehgestells an. Der Motor ragte bei den Serienfahrzeugen in den Fahrgastraum bis etwa Sitzhöhe hinein. In diesem Bereich wurde zwischen den Rücklehnen der Sitze etwas Raum gelassen, um die Warmwasserheizung zu installieren. Zur Ausstattung der Wagen gehörten weiterhin elektrische Beleuchtung, Warnpfeife, Läutewerk, indirekte Bremse sowie eine beim damaligen Straßenbahn- und Triebwagenbau übliche Albertkupplung. Bei der DEBG Jagsttalbahn verbaute man eine Zug- und Stoßeinrichtung mit Mittelpuffer und den seitlichen Zughaken. Bei diesen Wagen wurden die Puffer am Hauptrahmen des Fahrzeuges befestigt, die weiteren Zughaken hingegen am Drehgestellrahmen. Die Drehgestelle waren weit bis an die Enden gerückt und gaben den Fahrzeugen ein gedrungenes Aussehen.